# Montane
La Montane, ou la Gimelle, est une rivière française du département de la Corrèze, affluent rive droite de la Saint-Bonnette et sous-affluent de la Vézère.

## Affluent ou sous-affluent de la Corrèze?
Pour le Sandre, le Géoportail IGN et le Comité de bassin Adour-Garonne, la Montane est un affluent de la Saint-Bonnette qui elle-même se jette dans la Corrèze. Selon cette version, la longueur de la Montane est de 39,06 km pour un bassin versant de 109 km2,.
Cependant, d'autres sources considèrent que c'est la Saint-Bonnette qui se jette dans la Montane. C'est le cas de la Direction régionale de l'Environnement, de l'Aménagement et du Logement (DREAL) de la région Nouvelle-Aquitaine dans la directive-cadre sur l'eau traitant de la Montane ainsi que dans le décret no 94-218 du 11 mars 1994 qui parle de « La Corrèze et l'ensemble de ses affluents, notamment la Montane », ou encore le plan de Laguenne qui identifie le tronçon terminal, situé entre le confluent des deux rivières et celui avec la Corrèze, comme étant la Montane. Dans cette seconde hypothèse, la longueur serait légèrement supérieure puisque 500 à 600 mètres séparent seulement les deux confluences. Son bassin versant doublerait presque avec 212 km2,.
Dans cet article, la Montane sera considérée comme un affluent de la Saint-Bonnette.

## Différentes appellations
Pour le Sandre, la Montane est un cours d'eau portant plusieurs noms. En amont, sur la commune de Saint-Yrieix-le-Déjalat, la branche-mère est le ruisseau de la Gane salée qui devient ensuite la Montane, indications fournies par le Géoportail IGN. Le cadastre de Saint-Yrieix-le-Déjalat marque également cette diversité : le cours d'eau s'appelle d'abord le ruisseau de la Gane salée puis, plus en aval, le ruisseau de Viala.
La partie suivante, à partir de Rosiers-d'Égletons et de Sarran, et jusqu'à Gimel-les-Cascades, est unanimement identifiée comme étant la Montane.
Le cours d'eau prend ensuite les noms de Montane ou Gimelle en aval de Gimel-les-Cascades puis celui de Gimelle aux abords de Chanac-les-Mines, Laguenne et Tulle,.

## Géographie

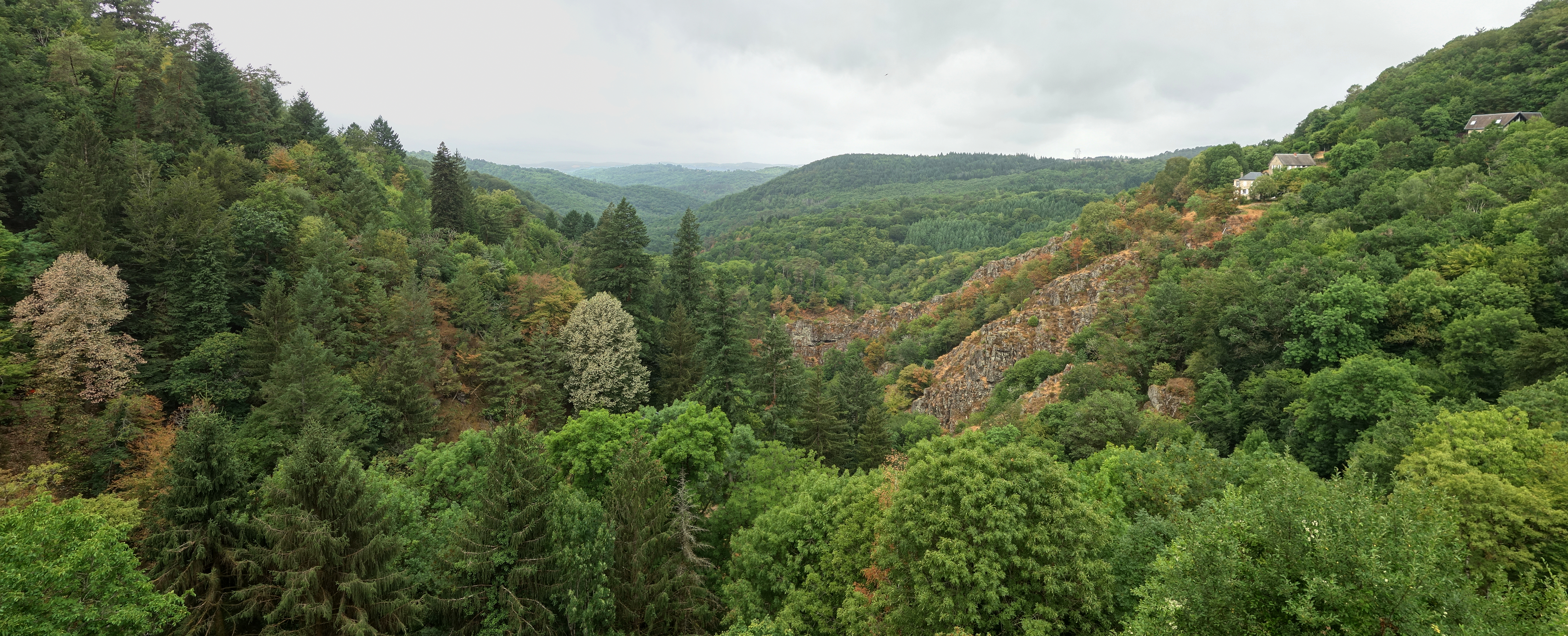
La vallée de la Montane vue depuis le bourg de Gimel.

La Montane (ou plus exactement le ruisseau de la Gane salée)  prend sa source vers 720 mètres d'altitude, sur la commune de Saint-Yrieix-le-Déjalat, au lieu-dit le Cayre, 500 mètres à l'est du puy Bezin.
Elle passe au sud-est du village de Vitrac-sur-Montane puis au nord-ouest de ceux d'Eyrein et de Saint-Priest-de-Gimel, contourne le bourg de Gimel-les-Cascades par l'est où elle chute à trois reprises pour un dénivelé total d'environ 150 mètres. Plus en aval, à moins de deux kilomètres de distance, une quatrième cascade plus modeste barre son cours.
À partir du sud du Puy Chadon et sur près de dix kilomètres, son cours sert de limite aux communes, séparant Gimel-les Cascades et Tulle au nord, de Chanac-les-Mines et Laguenne au sud, passant à cinq reprises sous la route départementale 1089.
Elle se jette dans la Saint-Bonnette vers 200 mètres d'altitude, en limite des communes de Tulle et Laguenne.
La rivière donne son nom à la commune de Vitrac-sur-Montane.

### Département et communes traversés

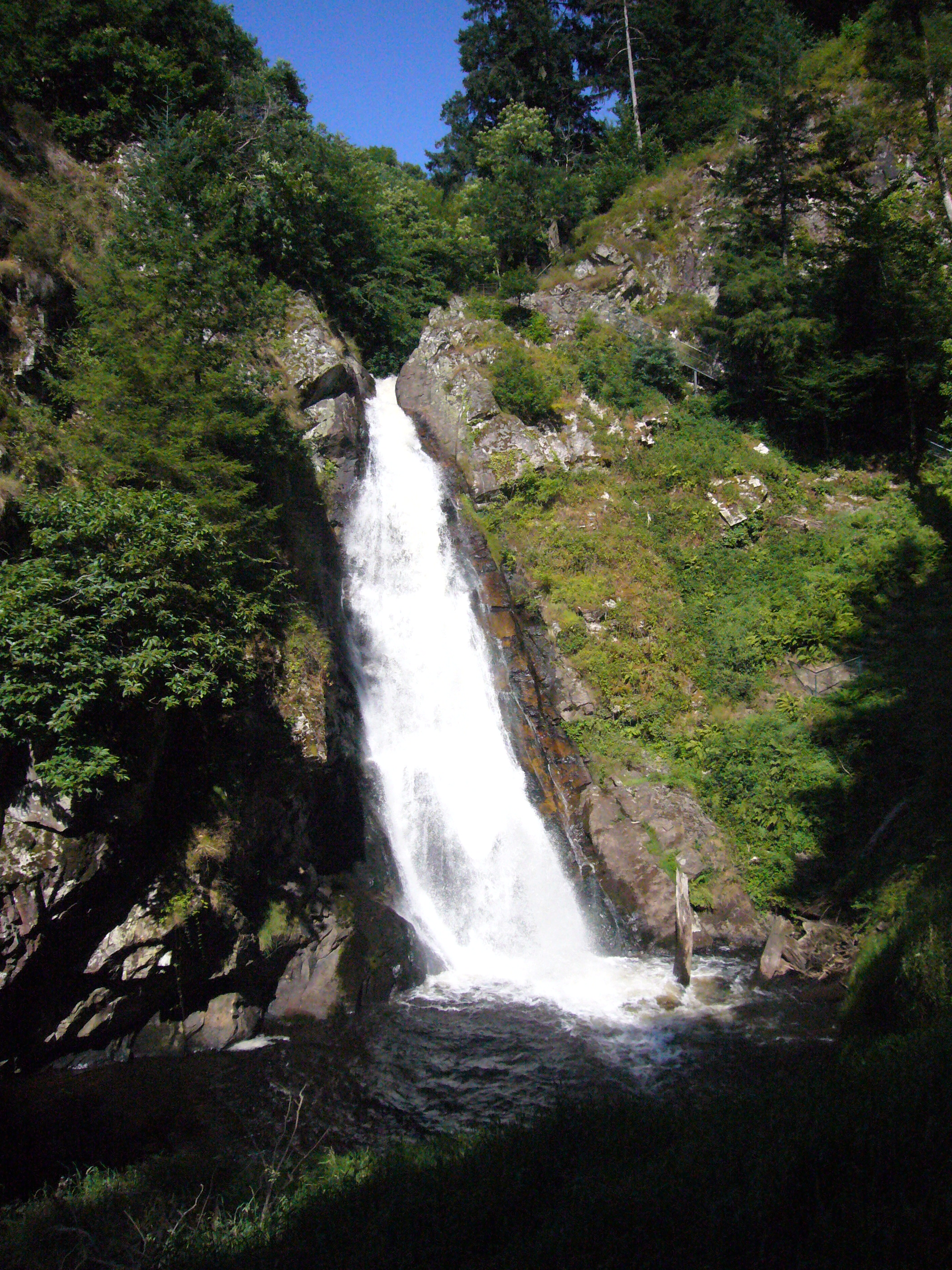
L'une des cascades de Gimel : la Queue de cheval.

À l'intérieur du département de la Corrèze, la Montane arrose dix communes, soit d'amont vers l'aval, Saint-Yrieix-le-Déjalat (source), Rosiers-d'Égletons, Sarran, Vitrac-sur-Montane, Eyrein, Saint-Priest-de-Gimel, Gimel-les-Cascades, Chanac-les-Mines, Laguenne-sur-Avalouze (confluence avec la Saint-Bonnette) et Tulle (confluence avec la Saint-Bonnette).

### Affluents
Parmi les 29 affluents de la Montane répertoriés par le Sandre, les cinq plus longs sont, d'amont vers l'aval :
- la Ribane avec 4,52 km[7], en rive gauche ;
- un cours d'eau sans nom qui passe au nord puis à l'ouest du village de Montaignac, et qui rejoint la Montane à la Gare d'Eyrein, avec 4,33 km[8], en rive gauche ;
- le Rouget, avec 4,3 km[9], en rive gauche ;
- le ruisseau de Bourdeyrou, avec 4,09 km[10], en rive gauche ;
- un cours d'eau sans nom qui alimente les étangs de Brach et de Ruffaud, avec 6,09 km[11], en rive droite.

La Ribane ayant un sous-affluent, le nombre de Strahler de la Montane est donc de quatre.

### Bassin versant
Son bassin versant s'étend sur 109 km2,. Outre les dix communes baignées par la Montane, le bassin en concerne également quatre autres : 
- Champagnac-la-Noaille où un affluent sans nom prend sa source[12] ;
- Corrèze où un sous-affluent sans nom prend sa source[13] ;
- Montaignac-Saint-Hippolyte baignée par un affluent sans nom[8] et où un affluent sans nom de la Ribane prend sa source[14] ;
- Saint-Martial-de-Gimel où le ruisseau de Bourdeyrou[10] et un affluent sans nom[15] prennent leur source.

## Hydrologie

### La Montane à Eyrein
La Montane est une rivière assez peu régulière. Son débit a été observé durant une période de 63 ans (1957-2019), à Eyrein, après son confluent avec la Ribane. La surface ainsi étudiée est de 43 km2, soit à peine 40 % de la superficie de son bassin versant.
Le module de la rivière y est de 1,20 m3/s.
La Montane présente des fluctuations saisonnières de débit bien marquées, comme c'est souvent le cas dans le bassin de la Dordogne. Les hautes eaux se déroulent en hiver et se caractérisent par des débits mensuels moyens allant de 1,50 à 2,12 m3/s, de décembre à avril inclus (avec un maximum en janvier et février). À partir du mois d'avril, le débit baisse progressivement jusqu'aux basses eaux d'été. Celles-ci ont lieu de juin à octobre inclus, entraînant une  baisse du débit mensuel moyen jusqu'à 0,341 m3 au mois d'août. Mais les fluctuations peuvent être bien plus prononcées sur de courtes périodes ou selon les années.

### Étiage ou basses eaux
À l'étiage, le VCN3 peut chuter jusque 0,047 m3, soit 47 litres par seconde, en cas de période quinquennale sèche.

### Crues
Les crues peuvent être importantes. Les QIX 2 et QIX 5 valent respectivement 8,5 et 11 m3/s. Le QIX 10 est de 12 m3/s, le QIX 20 de 14 m3, tandis que le QIX 50 se monte à 16 m3/s.
Le débit instantané maximal enregistré à Eyrein a été de 13,5 m3/s le 1er mars 2000, soit une hauteur de 1,37 mètre, et la valeur journalière maximale était de 12,3 m3/s le 4 octobre 1960. Si l'on compare le premier chiffre à l'échelle des QIX de la rivière, on constate qu'il correspondait environ à une crue vicennale, donc susceptible de se reproduire environ tous les vingt ans.

### Lame d'eau et débit spécifique
À Eyrein, la Montane est une rivière très abondante. La lame d'eau écoulée dans son bassin versant est de 885 millimètres annuellement, ce qui est très supérieur à la moyenne d'ensemble de la France (320 millimètres), ainsi qu'à la moyenne du bassin de la Garonne (384 millimètres au Mas-d'Agenais). C'est aussi nettement supérieur à la lame d'eau moyenne du bassin de la Dordogne (627 millimètres à Bergerac). Le débit spécifique (ou Qsp) atteint de ce fait le chiffre fort élevé de 28,0 litres par seconde et par kilomètre carré de bassin.

### La Montane à Laguenne
Une autre station hydrologique est installée à Laguenne, en aval du confluent de la Montane et de la Saint-Bonnette. Pour les raisons évoquées dans la première section de cet article, son analyse se trouve dans l'article concernant la Saint-Bonnette.

## Environnement
L'ensemble de la vallée de la Montane vers Gimel fait partie d'une zone naturelle d'intérêt écologique, faunistique et floristique (ZNIEFF) de type II qui s'étend sur 615 hectares. On y trouve des espèces animales rares telles que le carabe d'Espagne (Carabus hispanus) ou le Cincle plongeur, ainsi que du point de vue végétal, de très nombreuses espèces de fougères.
À l'intérieur du périmètre de cette ZNIEFF, un espace plus restreint de 130 hectares est déclaré en zone Natura 2000.
L'étang de Ruffaud situé sur les communes de Saint-Priest-de-Gimel et Gimel-les-Cascades, et dont l'émissaire est un affluent de la Montane, est également une ZNIEFF, de type I, remarquable par sa flore aquatique.

## Monuments ou sites remarquables à proximité
- L'église Saint-Martin de Vitrac-sur-Montane[23].
- À Gimel-les-Cascades :
  - l'étang de Ruffaud,
  - les cascades,
  - les vestiges de l'église Saint-Étienne de Braguse[24].
  - l'église Saint-Pardoux[25] et ses nombreux objets classés ou inscrits au titre des monuments historiques[26],
  - les ruines du château de la Roche haute.